# Dietyltoluamid
Dietyltoluamid eller DEET är en aromatisk amid med formeln C7H7CON(C2H5)2. Det är ett vanligt förekommande ämne i insektsmedel.

## Historia
DEET utvecklades av USA:s armé 1944 av Samuel Gertler som jobbade på  United States Department of Agriculture för användandet av USA:s armé på grund av deras erfarenheter från Oceaniens och Sydostasiens regnskogar under andra världskriget. Det började användas på försök inom jordbruket och av militären 1946 för att senare komma ut på marknaden 1957.
DEET var i sin ursprungliga form känt som "bug juice" (insektsjuice). Medlet man använde bestod av 75% DEET och etanol.
Senare utvecklades en ny version av insektsmedlet av armén samt USDA, denna version innehöll DEET samt olika polymerer vilket förlängde utsöndringen av DEET och minskade avdunstningen markant. Denna version registrerades av EPA 1991.

## Framställning
DEET tillverkas av meta-metyl-bensoesyra (C7H7COOH) och dietylamin ((C2H5)2NH).

## Effekt på myggor
Ämnet gör att myggor blockeras från att känna lukten av komponenter i människosvett. Det var molekylärbiologen Mathias Ditzen och hans forskarlag som på senare tid kom fram till slutsatsen efter försök med bananflugor och malariamyggor.

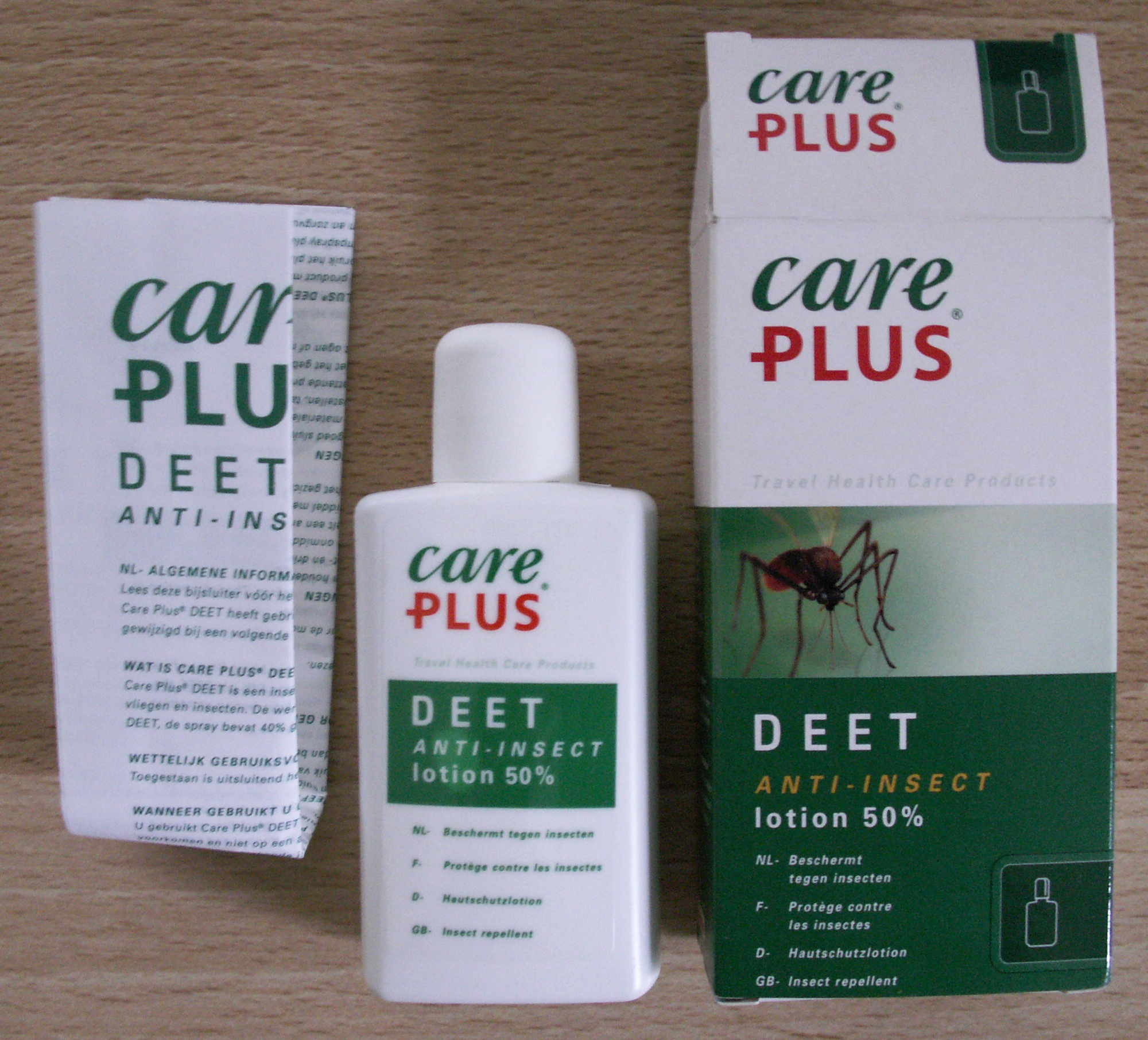
Myggmedel innehåller ofta DEET.